# Coaxe
Coaxe es un lugar español situado en la parroquia de Dimo, del municipio de Catoira, en la provincia de Pontevedra, Galicia.

## Geografía
Se encuentra en un cul-de-sac rodeado de montes, con una variada presencia de ríos y vegetación. Su ubicación, a 3 kilómetros de Catoira y de la desembocadura del Río Ulla, facilita el acceso y conocimiento de la Ría de Arousa. En Catoira se encuentra el único puente que conecta la cara norte (Barbanza) y la cara sur (Salnés) de la ría.

## Demografía
| Gráfica de evolución demográfica de Coaxe entre 2000 y 2024 |
|                                                             |
| Datos según el nomenclátor publicado por el INE.            |